# Университет прикладных наук Западной Швейцарии
Университет прикладных наук Западной Швейцарии (фр. Haute école spécialisée de Suisse occidentale, HES-SO) — университет, состоящий из 27 высших учебных заведений, расположенных в различных кантонах западной Швейцарии.

## Структура
Университет прикладных наук Западной Швейцарии имеет следующие подразделения:
- HES-SO HE ARC (Берн, Юра, Нешатель)
- HES-SO Fribourg (Фрибур)
- HES-SO Genève (Женева)
- HES-SO Valais-Wallis (Вале)
- HES-SO HE Vd (Во)
- Hautes écoles privées (частные школы)